# NGC 2623
NGC 2623 هي مجرة تتبع كوكبة السرطان. اكتشفها إدوارد ستيفان في 19 يناير 1885.

## روابط خارجية
- NGC 2623 على موقع ويكي سكاي: DSS2, SDSS, GALEX, IRAS, Hydrogen α, X-Ray, Astrophoto, Sky Map, Articles and images